# Зварте-Пард
Зварте-Пард (нід. Zwarte Paard) — селище в нідерландській провінції Гелдерланд. Входить до муніципалітету Бюрен. Перша згадка про селище датується 1899 роком. Його назва буквально перекладається як «чорний кінь». Наразі у селищі нараховується близько 20 будинків.